# Giorgio Lamberti
Giorgio Lamberti, nedador italià nascut el 28 de gener de 1969 a Brescia, Llombardia.

## Carrera esportiva
Amb sis anys i un aspecte fràgil i dèbil, els doctors van recomanar a Giorgia la pràctica de la natació per enfortir el cos i millorar la seva salut. Giorgio inicia la seva carrera professional als 17 anys, durant el Campionat Nacional de Natació de 1986 sense haver polit ni tècnica ni tàctica.
Lamberti fou seleccionat per a disputar els Campionats Mundials de Natació de 1986, participant en la final B dels 200 m lliures i formant part del combinat nacional dels 4x100 m lliures.
Després de canviar d'entrenador, Alberto Castagnetti es fa càrrec de la carrera professional de Lamberti. El 1988, a Bonn, Lamberti aconsegueix dos rècords en piscina curta en les proves dels 200 i 400 m lliures. Malgrat aquests resultats, set mesos després, durant els Jocs Olímpics de Seül, Lamberti finalitza en 12a posició, acusant la pressió causada per la premsa, àvida d'una nova estrella a les piscines, i els exàmens finals de graduació. Lamberti es pren un descans a la seva carrera.
En els Campionats Europeus disputats a Bonn el 1989, Lamberti retorna a la victòria. S'adjudica l'or en els 100 i 200 m lliures, batent el rècord del món en aquesta darrera prova amb una marca d'1'46"69 min. Aquest rècord perdurà deu anys, fins que l'australià Grant Hackett el superà a Brisbane el 1999. A més Laberti s'adjudicà l'or en els 4x200 m lliures.
En els Campionats Mundials de Natació de 1991 disputats a Perth, Austràlia, Lamberti es presentà com el nedador més ràpid en els 200 m lliures, enduent-se l'or i sumant el bronze en els 100 m lliures. L'italià afegí el bronze al seu palmarès en els 4x200 m lliures. Aquell mateix any competí en els seus tercers Campionats Europeus, aconseguint la plata en els 200 m lliures, a .05 s d'Arthur Wodjat, i la medalla de bronze en els 100 m lliures i els 400 m lliures darrere Aleksandr Popov i Yevgeny Sadovyi respectivament.
Giorgio competí també en els Jocs Olímpics de Barcelona, però només fou cinquè en els 4x200 m lliures. Malgrat això, Lamberti és considerat com un dels nedadors italians més ràpids de tots els temps, només superat per nedadors recents com Massimiliano Rosolino i Domenico Fioravanti.

## Retirada
L'any 1993, un cop retirat, Giorgio ha col·laborat en nombrosos actes relacionats amb el món de la natació, formant part del Comitè Organitzador del Campionat Mundial de Natació de Roma 1994, sent Delegat Provincial de la Federació de Natació italiana o participant en l'organització d'altres actes esportius vinculats amb la natació.
Des del 2004 Giorgio Lamberti forma part del Saló de la Fama Internacional de Natació.